# Siriella media
Siriella media är en kräftdjursart som beskrevs av Hansen 1910. Siriella media ingår i släktet Siriella och familjen Mysidae. Inga underarter finns listade i Catalogue of Life.